# Oleksandriwka (Cherson)
Oleksandriwka (ukrainisch Олександрівка; russisch Александровка Alexandrowka) ist ein Dorf im Rajon Cherson der südukrainischen Oblast Cherson mit 2600 Einwohnern (2004).

## Lage

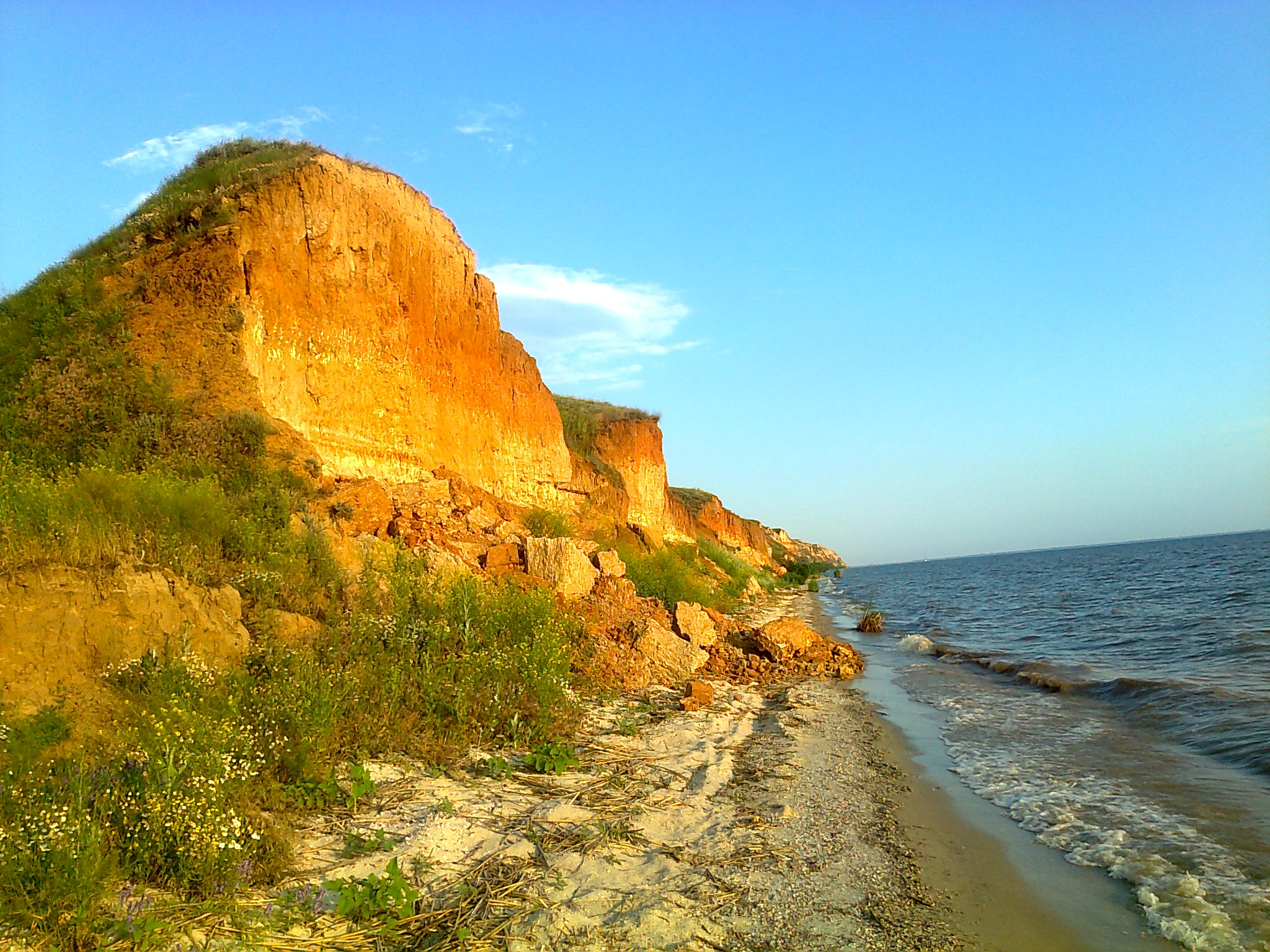
Landschaftsschutzgebiet Oleksandriwka

Das 1781 gegründete Dorf  liegt am rechten (nördlichen) Ufer des Dnepr-Bug-Limans, der Mündung Dnepr ins Schwarze Meer sowie an der Territorialstraße T–15–01. Das Dorf gehört zu einem 996 Hektar großen, im Jahr 2002 geschaffenen Landschaftsschutzgebiet von nationaler Bedeutung Oleksandriwka.
Das ehemalige Rajonzentrum Biloserka befindet sich etwa 30 km östlich von Oleksandriwka.
Am 12. Juni 2020 wurde das Dorf ein Teil der Landgemeinde Stanislaw; bis dahin bildete es die Landratsgemeinde Oleksandriwka (Олександрівська сільська рада/Oleksandriwska silska rada) im Westen des Rajons Biloserka.
Seit dem 17. Juli 2020 ist es ein Teil des Rajons Cherson.

## Geschichte
Das Dorf geht auf eine erste Ansiedlung durch Kosaken im Jahr 1754 zurück. Sie betrieben Fischfang im Liman und bauten Speisesalz ab, mit dem sie Handel trieben.
Bei archäologischen Grabungen im 20. Jahrhundert fanden Wissenschaftler Reste eines Kosakenfriedhofs.
Im Verlauf des russischen Überfalls auf die Ukraine wurde der Ort im März 2022 durch russische Truppen besetzt, am 13. September 2022 wurde der Ort wieder durch die ukrainische Armee zurückerobert.

## Bauwerke und ein Denkmal
Erwähnenswert ist die Ukrainisch-Orthodoxe Kirche Moskauer Patriarchats Johannes Evangelist.
Im Dorf stand bis zum 23. Februar 2015 eine Leninstatue auf einem Postament mit quadratischem Grundriss, verkleidet mit roten Granitplatten. Unbekannte haben die darauf befindliche Statue abgeräumt und beseitigt. Ihre Errichtung in diesem kleinen Dorf geht darauf zurück, dass Lenin im Gebiet des Biloserka-Rajons öfter spazieren gegangen ist.